# Ravenstone Priory
Ravenstone Priory foi um monastério da Era Medieval, na cidade de Buckinghamshire, Inglaterra. O início de suas atividades foi em 1255 e o encerramento em 1544.